# Ankijabe (geslacht)
Ankijabe is een geslacht van vlinders van de familie slakrupsvlinders (Limacodidae).

## Soorten
- A. griveaudi Viette, 1980
- A. lucens (Hering, 1957)
- A. septentrionalis Viette, 1980